# جون ديفيز (سياسي)
جون ديفيز (بالإنجليزية: John Davies)‏ هو حدّاد وشخصية أعمال وسياسي أسترالي، ولد في 2 مارس 1839، وتوفي في 23 مايو 1896. انتخب عضو الجمعية التشريعية نيو ساوث ويلز عن دائرة Electoral district of East Sydney ‏ (1 ديسمبر 1874 – 1 ديسمبر 1887) وانتخب عضو المجلس التشريعي نيو ساوث ويلز (1 ديسمبر 1887 – 23 مايو 1896).